# Anna Czerwińska
Anna Czerwińska   (Varsòvia, 10 de juliol de 1949 - 31 de gener de 2023) fou una alpinista polonesa, coneguda per ser la dona més vella en fer cim a l'Everest (en aquell moment) a l'edat de 50 anys. Aquesta ascensió, des del costat nepalès, va tenir lloc el 22 de maig de 2000.
Va ser la primera polonesa que va aconseguir els Set Cims. Es va titular en farmàcia però va deixar la medicina per les muntanyes i actualment és empresària. És propietària d'una signatura comercial. Ha estat pujant muntanyes durant 33 anys, usualment en equips íntegrament femenins. A l'estiu de 1977 juntament amb Krystyna Palmowska va grimpar la cara nord del Matterhorn. Era la primera vegada que unes dones pujaven una paret tan difícil.
En 1978 amb Krystyna Palmowska, Wanda Rutkiewicz i Irena Kesa va pujar la cara nord del Matterhorn a l'hivern. De nou eren les primeres dones que ho aconseguien i van crear sensació al món de l'alpinisme europeu. Anna Czerwińska va ser membre de l'expedició polonesa als Gasherbrums el 1975. El 1979 amb Krystyna Palmowska van obrir una nova ruta, al Rakaposhi (7.788 m), al Pakistan. El 30 de juny de 1983 ambdues van escalar el Broad Peak. Va ser una expedició de només dues dones. Czerwińska va intentar aconseguir el cim del K2 tres vegades: en 1982, 1984 i 1986, l'última vegada va ser testimoni d'una tragèdia quan 13 escaladors van morir a la muntanya. El 15 de juliol de 1985 estava al cim del Nanga Parbat amb Wanda Rutkiewicz i Krystyna Palmowska - el primer equip de dones al cim sense suport d'homes. Va intentar per dues vegades ascendir el Kanchenjunga: al 1980 i al 1990 com a líder de l'expedició.
Va dirigir l'expedició al Makalu el 1988 i va anar també membre de l'expedició al Makalu en l'hivern de 1990. Durant cinc anys ella "va col·leccionar" els cims més alts dels continents: Aconcagua (Sud-amèrica) i Kilimanjaro (Àfrica) el 1995; McKinley (Amèrica del Nord), Elbrús (Europa) i Mont Kosciuszko (Austràlia) el 1996; Massís Vinson (Antàrtida) el 1998 r.; Piràmide Carstensz (Austràlia amb Oceania) el 1999; Muntanya Everest (Àsia) el 22 de maig de 2000. El 6 d'octubre de 2000 va ascendir el Shisha Pangma (no queda clar si el Central o el Cim principal).
És autora o coautora de molts llibres sobre escalada al Matterhorn, Gasherbrum, Broad Peak, Nanga Parbat, K2. Es preveu que publiqui un llibre sobre els seus set cims. El 21 de maig de 2001 Anna va pujar al Lhotse, i després el Cho Oyu el 25 de setembre de 2001.

## Vuitmils
- 1983 - Broad Peak-Rocky Summit (no considerats vuitmils independents)[6]
- 1985 - Nanga Parbat
- 1986 - K2
- 1987 - Shisha Pangma
- 2000 - Muntanya Everest
- 2001 - Lhotse
- 2001 - Cho Oyu
- 2003 - Gasherbrum II
- 2006 - Makalu